# كيرا باكلاند
كيرا باكلاند (Kira Buckland) هي مؤدية أصوات أمريكية ولدت في 16 يوليو 1987 في أنكوريج، ألاسكا.

## أدوارها في الأنمي

### مسلسلات أنمي تلفزيونية
- أكسل وورلد - كورويوكيهيمي
- دانغانرونبا 3: نهاية أكاديمية قمة الأمل - هيوكو سايونجي
- الإكسورسيست الأزرق - إيزومو كاميكي
- الإكسورسيست الأزرق: ملك كيوتو الملوث - إيزومو كاميكي
- سيلور مون S - ميميت
- سيلور مون كريستال Season III - ميميت
- ألدنوا زيرو - ليمرينا فيرس إنفرس
- شارلوت - أيومي أوتوساكا
- دورارارا!! ×2 المقدمة - ميكا هاريما
- دورارارا!! ×2 المنتصف - ميكا هاريما
- دورارارا!! ×2 الخاتمة - ميكا هاريما
- هنتر x هنتر (2011) - زوشي
- كاكيغوروي - ماري ساوتومي
- كيل لا كيل - مايمو أوكوراهاما، إيماغاوا
- لاف لايف! - أومي سونودا
- ماغي: The Labyrinth of Magic - رين كوغيوكو
- ماغي: The Kingdom of Magic - رين كوغيوكو
- البدلة المتنقلة جاندام: أيتام الدم الحديدي - كوكي غريفون، إيكو توربين
- حفيد نوراريهيون: عاصمة العفاريت - كيوكوتسو (الابنة)
- ري:بداية الحياة في عالم آخر من نقطة الصفر - بياتريس
- تيلز أوف زيستيريا ذا كروس - إدنا

### أنمي الإنترنت
- بوكيمون جينيريشنز - مالفا

### أفلام أنمي
- بلام! - ساناكان
- خمسة سنتيمترات في الثانية - كاناي سوميدا
- صوت صامت - ناوكا أوينو
- لاف لايف! ذا سكول آيدول موفي - أومي سونودا

## أدوارها في الرسوم المتحركة
- ميراكيلوس: قصص الفتاة الدعسوقة والقط الأسود - أليكس كوبديل/تايمبريكر

## أدوارها في ألعاب الفيديو
- نير: أوتوماتا - 2B
- دانغانرونبا 2: غودباي ديسبير - هيوكو سايونجي
- دانغانرونبا V3: كيلينغ هارموني - كيرومي توجو
- سكالغيرلز - ماري
- تيلز أوف إكسيليا 2 - ماري، مينت
- تيلز أوف زيستيريا - إدنا
- ستريت فايتر V - فالك
- فينيكس رايت: إيس أتورني: سبيريت أوف جاستيس - تروسي رايت

## وصلات خارجية
- كيرا باكلاند على موقع IMDb (الإنجليزية)
- كيرا باكلاند على موقع ANN person (الإنجليزية)